# Hans Kungliga Höghet Hertigens av Närkes hovstat
Hans Kungliga Höghet Hertigens av Närkes hovstat var en enhet inom de svenska kungliga hovstaterna som ansvarade för Prins Eugen av Sveriges officiella program.

## Historik
Hans Kungliga Höghet Hertigens av Närkes hovstat var en hovstat för prins Eugen av Sverige, som bildades under 1900-talet.

## Anställda

### Kammarherrar
- 1905–1931: Rolf Cederström[1][2]

### Läkare
- 1919–1931: Johan Robert Dahl[2]